# IC 807
IC 807 ist eine elliptische Galaxie vom Hubble-Typ E/S0 im Sternbild Rabe am Südsternhimmel. Sie ist schätzungsweise 484 Millionen Lichtjahre von der Milchstraße entfernt und hat einen Durchmesser von etwa 100.000 Lichtjahren. Wahrscheinlich bildet sie mit IC 806 ein gravitativ gebundenes Galaxienpaar.
Entdeckt wurde das Objekt am 25. Mai 1892 vom französischen Astronomen Stéphane Javelle.